# Kudoa caudata
Kudoa caudata is een microscopische parasiet uit de familie Kudoidae. Kudoa caudata werd in 1983 beschreven door Kovaleva & Gaevskaya. 